# كريم محمود عبد العزيز
كريم محمود عبد العزيز (15 يونيو 1985 -)، ممثل مصري.

## عن حياته
ولد في القاهرة، هو ابن الفنان محمود عبد العزيز، بدأ مسيرته الفنية في فيلم «البحر بيضحك ليه» عام 1995 ثم في عام 2000 في فيلم «الناظر»، إلى أدوار الثانوية بعدها قدم عدد من الأفلام السينمائية، تزوج من آن الرفاعي في يوليو 2011 وأنجب منها كندة وخديجة وحبيبة.

## أعماله

### الأفلام
- 1995: البحر بيضحك ليه - طفل على الشاطئ
- 2000: النمس - الطفل الراقص
- 2000: الناظر - نبيل
- 2008: بحر النجوم
- 2012: ساعة ونص
- 2012: حصل خير - فوزي
- 2013: هاتولي راجل - عمر
- 2013: عش البلبل - بلبل
- 2014: عمر وسلوى - عمر
- 2014: جوازة ميري - آدم جلال
- 2018: إطلعولي بره - يوسف
- 2021: موسى
- 2022: من أجل زيكو
- 2022: كيرة والجن (ضيف شرف)
- 2023: شلبي
- 2023: بيت الروبي

### المسلسلات
- 2001: شجر الأحلام
- 2002: رجل في زمن العولمة
- 2004: محمود المصري
- 2006: أحزان مريم
- 2009: كلام نسوان
- 2010: برا الدنيا
- 2010: امرأة في ورطة
- 2010: الجماعة
- 2012: 9 جامعة الدول
- 2012: باب الخلق.
- 2014: جبل الحلال
- 2015: الكابوس
- 2018: ربع رومي
- 2019: شقة فيصل-ميزو
- 2019: هوجان
- 2020: الاختيار (ضيف شرف)
- 2022: البيت بيتي الموسم الأول والثاني بدور كراكيري
- 2024: خالد نور وولده نور خالد
- 2025 : مملكة الحرير

### المسرحيات
- 2022: البنك سرقوه
- 2024:عملوها إزاي

### الرسوم المتحركة
- 1995: حكاية لعبة (آندي)

## وصلات خارجية
- كريم محمود عبد العزيز على موقع IMDb (الإنجليزية)
- كريم محمود عبد العزيز على موقع الدهليز
- كريم محمود عبد العزيز على موقع قاعدة بيانات الأفلام العربية
- كريم محمود عبد العزيز على موقع قاعدة بيانات الفيلم (الإنجليزية)